# Veronika Haidn-Tschalova
Veronika Haidn-Tschalova (5 de junio de 1976) es una deportista alemana que compitió en tiro con arco, en la modalidad de arco recurvo.
Ganó una medalla de plata en el Campeonato Mundial de Tiro con Arco en Sala de 2014, una medalla de bronce en el Campeonato Europeo de Tiro con Arco al Aire Libre de 2016 y dos medallas de oro en el Campeonato Europeo de Tiro con Arco en Sala de 2015.

## Palmarés internacional
| Campeonato Mundial en Sala       | Campeonato Mundial en Sala | Campeonato Mundial en Sala | Campeonato Mundial en Sala |
| Año                              | Lugar                      | Medalla                    | Prueba                     |
| -------------------------------- | -------------------------- | -------------------------- | -------------------------- |
| 2014                             | Nimes (Francia)            | Medalla de plata           | Equipo                     |
| Campeonato Europeo al Aire Libre |                            |                            |                            |
| Año                              | Lugar                      | Medalla                    | Prueba                     |
| 2016                             | Nottingham (Reino Unido)   | Medalla de bronce          | Equipo                     |
| Campeonato Europeo en Sala       |                            |                            |                            |
| Año                              | Lugar                      | Medalla                    | Prueba                     |
| 2015                             | Koper (Eslovenia)          | Medalla de oro             | Individual                 |
| 2015                             | Koper (Eslovenia)          | Medalla de oro             | Equipo                     |